# Leia schnusei
Leia schnusei är en tvåvingeart som beskrevs av Edwards 1933. Leia schnusei ingår i släktet Leia och familjen svampmyggor. Inga underarter finns listade i Catalogue of Life.